# Gerhart Münch
Pour les articles homonymes, voir Münch.
Gerhart Münch, né le 23 mars 1907 à Dresde et mort le 9 décembre 1988 à Tacámbaro dans le Michoacán au Mexique, est un pianiste et compositeur allemand.